# بهوتا لاکشمی‌پور
بهوتا لاکشمی‌پور (به لاتین: Bhuta Lakshmipur) یک روستا در بنگلادش است که در استان باریسال و در ناحیه باریسال واقع شده است.